# Otto Bernstein
Otto Bernstein (* 13. November 1887 in Posen; † Frühjahr 1943 im KZ Auschwitz-Birkenau) war ein deutscher Theaterschauspieler und Regisseur.

## Leben und Wirken
Bernstein hatte seine Ausbildung in Berlin erhalten, wo er 1906 am Charlottenburger Schiller-Theater sein erstes Engagement antrat. Nach drei Spielzeiten verließ er 1909 die Hauptstadt und folgte einem Ruf ans Hildesheimer Stadttheater. Weitere Bühnenstationen waren von 1911 bis 1914 Frankfurt am Main und, nach seinem Militärdienst im Ersten Weltkrieg, erneut Berlin, wo er ab 1919 für zwei Spielzeiten an der von dem Schauspieler-Kollegen Friedrich Kayßler geleiteten Volksbühne auftrat. Dort wirkte er an der Seite der nachmals gefeierten Regisseure Jürgen Fehling und Heinz Hilpert. 1924 wechselte Bernstein nach Dresden, wo er an mehreren Spielstätten (‚Neues Theater‘, ‚Die Komödie‘ und Albert-Theater) auftrat, aber auch erstmals Regie (ab 1926) führte.
1933 vom deutschen Kulturbetrieb ausgeschlossen, kehrte Bernstein nach Berlin zurück und organisierte sich im soeben gegründeten Jüdischen Kulturbund. Dort inszenierte er Stücke, machte sich aber auch einen Namen als Rezitator. Bis zu dessen Auflösung im Spätsommer 1941 blieb Bernstein dem Kulturbund angehörig.
Am 26. Februar 1943 wurden er und seine gleichfalls schauspielernde Ehefrau Jenny Schaffer-Bernstein – beide hatten sich im Spätsommer 1911 kennengelernt, als sie zeitgleich an Frankfurts soeben gegründetes ‚Neue Theater‘ verpflichtet worden waren – in das Vernichtungslager Auschwitz-Birkenau verschleppt und dort vermutlich kurz nach beider Ankunft vergast.
Beider Sohn Wolfgang Bernstein hat den Holocaust im Exil in Shanghai überlebt und arbeitete in späteren Jahren, nach seiner Rückkehr nach Deutschland, für das ZDF in Mainz.